# ハイスクール天国
『ハイスクール天国』（ハイスクールてんごく）は、2001年からテレビ熊本で毎週月曜日 22:54 - 23:00 （JST）に放送されているミニ番組である。

## 概要
毎回熊本県内の高等学校を訪れ、クラブ活動やその他の課外活動に励む高校生たちを紹介しているミニ番組で、彼らが所属する部の特色や取り組み、部員たちの日頃の努力をリポートする。

## リポーター
- 高村公平
- 緒方由美
- 片山リナ
- 田代彩華